# 8445 Novotroitskoe
8445 Novotroitskoe è un asteroide della fascia principale. Scoperto nel 1973, presenta un'orbita caratterizzata da un semiasse maggiore pari a 3,0454829 UA e da un'eccentricità di 0,2050587, inclinata di 2,83527° rispetto all'eclittica.